# Oxalit
Oxalit eller Humboldtin är ett sällan förekommande mineral från mineralklassen "organiska föreningar" med den kemiska formeln FeC2O4·2H2O och är därför ett vattenhaltigt järn(II)oxalat eller järnsaltet av oxalsyra.

## Etymologi och historik
Oxalit upptäcktes först av August Breithaupt i en vittrande brunkolsfyndighet nära kommunen Korozluky i Okres Most i Tjeckien och beskrevs 1821 av Mariano Eduardo de Rivero y Ustariz (1798–1857), som döpte mineralet efter den tyske naturforskaren Alexander von Humboldt.
Mineralet var känt och karakteriserat redan när IMA (International Mineralogical Association) grundades (1959). Följaktligen är humboldtin listat som ett officiellt erkänt mineral.

## Egenskaper
Oxalit kristalliserar i det monokliniska kristallsystemet, men utvecklar endast sällan välformade, skivformade till prismatiska kristaller med en hartsliknande glans på ytorna. Den finns mestadels i form av botryoidala eller fibrösa till jordiga aggregat och knapriga beläggningar från mattgul till brungul eller bärnstensgul färg. Med en Mohs hårdhet på 1,5 till 2 är oxalit ett av de mjukaste mineralerna och kan repas med en fingernagel. Den kristalliserar monokliniskt i rymdgruppen C2/c (rymdgrupp nr 15) med gitterparametrarna a = 12,011 Å; b = 5,557 Å; c = 9,920 Å och β = 128,53°, med fyra formelenheter per enhetscell.
Oxalit kan vara genomskinlig till opak och kan bildas från hematit i oxalsyra. Den är en av de få mineral som innehåller organiska syror och förekommer i bland annat brunkol i Böhmen, Hessen och Kanada.

## Förekomst och användning
Oxalit finns på ett 30-tal platser i Tyskland, Brasilien, Storbritannien och Kanada.
År 2023, under digitaliseringen av arkivet för den bayerska miljömyndigheten (Bayerisches Landesamt für Umwelt, LfU), hittades ett 75 år gammalt brev från en kolgruveägare skrivet 1949. Brevet nämnde att oxalit hittats i en kolgruva nära staden Schwandorf. Analys som gjordes av mineralet bekräftade upptäckten, som fördubblade den då kända förekomsten av oxalit.
Oxalit är en viktig syntetisk mellanprodukt och också en viktig byggsten för framställning av olika avancerade material.